# Reebok CrossFit Games 2018
Los Reebok CrossFit Games 2018 fueron la 12.ª edición de los CrossFit Games y se disputaron del 1 de agosto al 5 de agosto de 2018 en el Alliant Energy Center de Madison, Wisconsin, Estados Unidos.

## Competición individual

### Miércoles, 1 de agosto de 2019

#### Evento 2: 30 Muscle-Ups
- 30 dominadas completas (30 Muscle-ups)

#### Evento 3: CrossFit Total
Durante el evento, los comentaristas que cubrían el transcurso de la prueba comentaron que la lluvia iba a provocar resbalones en las plataformas, seguidamente hizo aparición en imagen el canadiense Alex Caron, resbalando y sufriendo una lesión en la rodilla. Aunque consiguió terminar en 10.ª posición, se retiró de los juegos tras el evento.

#### Evento 4: Marathon Row
- Maratón en remo (42,195 metros)

### Jueves, 2 de agosto de 2019

#### Día de descanso
Los tres primeros eventos supusieron un gran esfuerzo para los atletas, junto a los 42 kilómetros de la maratón remo del cuarto evento, la organización de los CrossFit Games había determinado previamente que el 2º día de competición debía ser de descanso, para recuperar el gran desgaste físico de los participantes.

### Domingo, 5 de agosto de 2019

#### Evento 13: Handstand Walk
- Los participantes debían realizar un recorrido con varios obstáculos, caminando haciendo el pino hasta cruzar la línea de meta. (Handstand Walk)

## Competición Masters y Adolescentes

### Miércoles, 1 de agosto de 2019

#### Evento 1: AG (Age Group) Battleground
Masters 35-39, 40-44, 45-49, 50-54, 55-59, +60 y Adolescentes 14-15, 16-17
- Carrera de 500 metros (500-meter run)
- Carrera de obstáculos (O-course run)

#### Evento 2: Handstand Walk
Masters 35-39, 40-44, 45-49 y Adolescentes 14-15, 16-17

Masters 50-54, 55-59, +60

#### Evento 3: Doubles & Oly
Masters 35-39, 40-44, 45-49 y Adolescentes 16-17

'Masters 50-54, 55-59, +60 y Adolescentes 14-15

### Jueves, 2 de agosto de 2019

#### Día de descanso
Masters 35-39, 40-44, 45-49 y Adolescentes 16-17

#### Evento 4: 1RM S-OH
Masters 50-54, 55-59, +60 y Adolescentes 14-15

#### Evento 5: P.S.
Masters 50-54, 55-59, +60 y Adolescentes 14-15

#### Evento 6: Rope and Yoke
Masters 50-54, 55-59, +60 y Adolescentes 14-1

### Viernes, 3 de agosto de 2019

#### Día de descanso
Masters 50-54, 55-59, +60 y Adolescentes 14-15

#### Evento 7: 1RM S-OH
Masters 35-39, 40-44, 45-49 y Adolescentes 16-17

#### Evento 8: P.S.
Masters 35-39, 40-44, 45-49 y Adolescentes 16-17

#### Evento 9: Rope and Yoke
Masters 35-39, 40-44, 45-49 y Adolescentes 16-17

### Sábado, 4 de agosto de 2019

#### Evento 10: Jump Finish
Masters 35-39, 40-44, 45-49, 50-54, 55-59, +60 y Adolescentes 14-15, 16-17

#### Evento 11: Open Water Swim
Masters 35-39, 40-44, 45-49, 50-54, 55-59, +60 y Adolescentes 14-15, 16-17
- Nadar 500 metros (500-m swim)

#### Evento 12: AG (Age Group) Chipper
Masters 35-39, 40-44, 45-49 y Adolescentes 16-17

Masters 50-54, 55-59, +60 y Adolescentes 14-15
- Estos grupos de edad no participaban en el evento.

### Domingo, 5 de agosto de 2019

#### Evento 13: Core Couplet
Masters 35-39, 40-44, 45-49 y Adolescentes 16-17
Masters 50-54, 55-59 y Adolescentes 14-15
Masters +60

#### Evento 14: Complex Fran
Masters 35-39, 40-44, 45-49 y Adolescentes 16-17

Masters 50-54, 55-59, +60 y Adolescentes 14-15
- Estos grupos de edad no participaban en el evento.

## Podios por categorías

### Individual y equipos
| Pos.              | Masculino individual | Femenino individual       | Equipos                 |
| ----------------- | -------------------- | ------------------------- | ----------------------- |
| Medalla de oro    | Mathew Fraser        | Tia-Clair Toomey          | CrossFit Mayhem Freedom |
| Medalla de plata  | Patrick Vellner      | Laura Horvath             | CrossFit Invictus X     |
| Medalla de bronce | Lukas Högberg        | Katrin Tanja Davidsdottir | CrossFit OC3            |

### Master masculino
| Pos.              | 35-39             | 40-44       | 45-49        | 50-54          | 55-59         | +60                  |
| ----------------- | ----------------- | ----------- | ------------ | -------------- | ------------- | -------------------- |
| Medalla de oro    | Kyle Kasperbauer  | Neal Maddox | Robert Davis | Cliff Musgrave | Brig Edwards  | David Hippensteel    |
| Medalla de plata  | Alexandre Jolivet | David Levey | Mathew Swift | Mike Egan      | Shannon Aiken | Armando García-Besne |
| Medalla de bronce | Erast Palkin      | Jason Grubb | Nathan Loren | Ron Ortiz      | Will Powell   | Cal Cherrington      |

### Master femenino
| Pos.              | 35-39            | 40-44         | 45-49              | 50-54              | 55-59                 | +60           |
| ----------------- | ---------------- | ------------- | ------------------ | ------------------ | --------------------- | ------------- |
| Medalla de oro    | Anna Tunnicliffe | Stephanie Roy | Amanda Allen       | Eva Thornton       | Mary Beth Prodromides | Shaun Havard  |
| Medalla de plata  | Samantha Briggs  | Kelly Friel   | Tonia Osborne      | Laurie Meschisnick | Bianca Williams       | Patty Failla  |
| Medalla de bronce | Helena Falk      | Joey Kimdon   | Jolaine Undershute | Linda Elstun       | Colleen Fahey         | Dolores Jones |

### Adolescentes
| Pos.              | Masculino 14-15     | Masculino 16-17 | Femenino 14-15 | Femenino 16-17 |
| ----------------- | ------------------- | --------------- | -------------- | -------------- |
| Medalla de oro    | Tudor Magda         | Dallin Pepper   | Olivia Sulek   | Haley Adams    |
| Medalla de plata  | Christian Gallagher | Vincent Ramirez | Lea Malo       | Kaela Stephano |
| Medalla de bronce | Nolan Pedrick       | Dylan Kade      | Paige Powers   | Chloe Smith    |

## Casos de dopaje
En todas las competiciones de alto rendimiento, se obliga a los participantes a realizarse controles antidopaje si les son solicitados. Esto se debe a que el gran esfuerzo físico que exigen este tipo de deportes junto a la competitividad de muchos de los atletas, hace que en ocasiones intenten acelerar su rendimiento artificialmente a base de sustancias dopantes determinadas por la WADA (Agencia Mundial Antidopaje), lo que supone una ventaja ilegal sobre los demás participantes que no las usan, ya que los atletas deben competir en igualdad de condiciones.
Ese año se descubrieron un total de 19 casos cuyas sanciones ascendieron a 4 años de sanción sin competir en eventos relacionados con Crossfit Inc..

### CrossFit Games
- Kelly Holm[nota2 1] - Grupo de edad femenino 35-39
- Shawn Ramirez[6] - Grupo de edad masculino 40-44

1. ↑  Kelly Holm había terminado 4ª en la categoría de grupo de edad 35-39, pero dio positivo en el control antidoping. Su apelación fue aceptada pero solo pudo reducir la sanción 2 años al demostrarse parcialmente su inocencia.[6]

### Regionals
Oeste
- Emily Abbott - Individual femenino

Meridional
- Dean Shaw - Equipos
- Nuha Almarri - Individual femenino
- Fabio Botteghi - Individual masculino

Sur
- Lauren Shawver - Equipos
- Rachel Campbell - Individual femenino
- Megan Benzik - Individual femenino

Este
- Laura Hosier - Equipos

Latinoamérica
- Stephanie Araujo - Equipos
- María Ceballos - Equipos
- Carlos Castillo - Equipos
- Vivian Bomfim - Individual femenino
- André Sanches - Individual masculino

Pacífico
- Joel Munro - Individual masculino

Europa
- Gena Malkovskiy - Individual femenino
- Andrey Ganin - Individual masculino

Central
- Kara Paslay - Individual femenino